# Топусько
Топусько (хорв. Topusko) — курортне містечко та однойменна громада в Хорватії, на території Сисацько-Мославинської жупанії, на самій межі між Кордуном і Бановиною, у мальовничій ділянці середньої течії річки Глина. 

## Населення
За переписом 2011 р., містечко Топусько налічує 945 мешканців, а у муніципалітеті загалом проживало 2985 осіб. З них: 1865 хорватів (62,48%), 893 серби (29,92%), 139 боснійців (4,66%), 15 албанців (0,5%), 3 македонці (0,1%), 2 словенці (0,07%) і по одному німцю, угорцю та чорногорцю (по 0,03%).
Динаміка чисельності населення громади:
Динаміка чисельності населення центру громади:

## Населені пункти
Крім поселення Топусько, до громади також входять: 
- Батинова Коса
- Буковиця
- Црний Поток
- Доня Чемерниця
- Греджани
- Хрватсько Село
- Катиноваць
- Мала Враховина
- Малицька
- Пецка
- Перна
- Пониквари
- Старо Село-Топусько
- Велика Враховина
- Воркапич

## Клімат
Середня річна температура становить 10,71°C, середня максимальна – 25,42°C, а середня мінімальна – -6,36°C. Середня річна кількість опадів – 1050 мм.
| Клімат поселення                              | Клімат поселення | Клімат поселення | Клімат поселення | Клімат поселення | Клімат поселення | Клімат поселення | Клімат поселення | Клімат поселення | Клімат поселення | Клімат поселення | Клімат поселення | Клімат поселення | Клімат поселення |
| Показник                                      | Січ.             | Лют.             | Бер.             | Квіт.            | Трав.            | Черв.            | Лип.             | Серп.            | Вер.             | Жовт.            | Лист.            | Груд.            |                  |
| Середній максимум, °C                         | 7,02             | 8,98             | 13,50            | 17,72            | 22,26            | 25,42            | 24,65            | 23,90            | 20,41            | 15,42            | 9,50             | 5,42             |                  |
| Середня температура, °C                       | 0,32             | 2,26             | 6,80             | 11,02            | 15,56            | 18,72            | 20,40            | 19,66            | 16,17            | 11,18            | 5,24             | 1,17             |                  |
| Середній мінімум, °C                          | −6,36            | −4,41            | 0,12             | 4,33             | 8,87             | 12,03            | 16,16            | 15,40            | 11,92            | 6,93             | 1,00             | −3,09            |                  |
| Норма опадів, мм                              | 65               | 63               | 73               | 88               | 89               | 98               | 92               | 93               | 98               | 101              | 107              | 83               |                  |
| Середньомісячна швидкість вітру, м/с          | 1.60             | 1.75             | 2.16             | 2.08             | 1.90             | 1.70             | 1.70             | 1.53             | 1.50             | 1.59             | 1.66             | 1.68             |                  |
| Середньомісячна сонячна радіація, кДж/м²·день | 4264             | 7000             | 10606            | 15058            | 19310            | 21256            | 22446            | 19451            | 14332            | 8991             | 4736             | 3494             |                  |
| --------------------------------------------- | ---------------- | ---------------- | ---------------- | ---------------- | ---------------- | ---------------- | ---------------- | ---------------- | ---------------- | ---------------- | ---------------- | ---------------- | ---------------- |
| Джерело:                                      |                  |                  |                  |                  |                  |                  |                  |                  |                  |                  |                  |                  |                  |